# Système déterministe
Un système déterministe est un système qui réagit toujours de la même façon à un événement, c'est-à-dire que, quoi qu'il se soit passé auparavant, à partir du moment où le système arrive dans un état donné, son évolution sera toujours identique. Un modèle déterministe produira donc toujours le même résultat à partir de conditions initiales donnés.
Ce processus s'oppose donc au système stochastique.

## En physique

La trajectoire d'un projectile lancé depuis un canon est modélisée par une ODE dérivée de la deuxième loi de Newton.

En physique, un système déterministe est un système qui obéit à des lois d'évolution non-probabilistes. L'évolution temporelle d'un système physique quelconque est décrite par une équation différentielle (ou des équations aux dérivées partielles dans la théorie des champs), typiquement :
| {\displaystyle {\frac {dx(t)}{dt}}\ =\ f(x(t),t)} |

où la fonction f définit le système dynamique étudié. Le théorème de Cauchy-Lipschitz assure (sous certaines conditions assez larges) l'existence locale et l'unicité de la solution d'une équation différentielle. Un système physique conservatif est déterministe si et seulement si la dynamique du système associe à chaque condition initiale {\displaystyle x_{0}} un et un seul état final {\displaystyle x(t)}. Il faut pour cela qu'il existe une application bijective {\displaystyle \phi _{t}:\Gamma \to \Gamma } de l'espace des phases sur lui-même telle que :
| {\displaystyle x(t)\ =\ \phi _{t}(x_{0})} |

En mécanique quantique, l' équation de Schrödinger, qui décrit l' évolution temporelle continue de la fonction d'onde d'un système, est déterministe. Cependant, la relation entre la fonction d'onde d'un système et les propriétés observables du système semble non déterministe.

## En mathématiques
Les systèmes étudiés dans la théorie du chaos sont déterministes. Si l’état initial était connu avec exactitude, alors l’état futur d’un tel système pourrait théoriquement être prédit. Cependant, en pratique, la connaissance de l’état futur est limitée par la précision avec laquelle l’état initial peut être mesuré, et l'évolution des systèmes chaotiques fini toujours par diverger de la prédiction qu'on en fait. Cette sensibilité aux conditions initiales peut être mesurée avec les exposants de Lyapunov .
Les chaînes de Markov et autres marches aléatoires ne sont pas des systèmes déterministes mais des processus stochastiques, car leur développement dépend de choix aléatoires.

## En informatique
Un modèle de calcul déterministe, par exemple une machine de Turing déterministe, est un modèle de calcul tel que les états successifs de la machine et les opérations à effectuer sont entièrement déterminés par l'état précédent.
Un algorithme déterministe est un algorithme qui, étant donné une entrée particulière, produira toujours le même résultat, la machine sous-jacente passant toujours par la même séquence d'états. Il peut y avoir des algorithmes non déterministes exécutés sur une machine déterministe, par exemple un algorithme qui repose sur des choix aléatoires. Généralement, pour de tels choix aléatoires, on utilise un générateur de nombres pseudo-aléatoires, mais on peut également utiliser un processus physique externe, tel que les derniers chiffres de l'heure donnés par l'horloge de l'ordinateur.
Un générateur de nombres pseudo-aléatoires est un algorithme déterministe conçu pour produire des séquences de nombres qui se comportent comme des séquences aléatoires. Cependant, un générateur matériel de nombres aléatoires peut être non déterministe.

## Autres

### Économie
En économie, le modèle Ramsey-Cass-Koopmans est déterministe. L’équivalent stochastique est connu sous le nom de théorie du cycle économique réel .

### En automatique
En automatique, les systèmes déterministes forment une classe de systèmes qui, à une suite d'événements entrants, produisent une suite d'événements sortants, toujours la même et selon un ordre déterminé par l’ordre des événements entrants.

## Sources